# پلی‌کلروتری‌فلورواتیلن
پلی‌کلروتری‌فلوئورواتیلن(به انگلیسی: Polychlorotrifluoroethylene) با نام‌های اختصاری PCTFE یا PTFCE و فرمول شیمیایی
n(CF2CClF)
، یک پلیمر ترموپلاستیک(به انگلیسی: Thermoplastic) است. جرم مولی مونومر آن ۷۰٫۰۳۳۵ g/mol است. ساختار این پلیمر شبیه ساختار پلی‌تترافلوئورواتلین یا تفلون است با این تفاوت که یک اتم کلر جانشین یک اتم فلوئور شده است. این جانشینی منجر به تغییر خواص و کاربرد‌های پلی‌کلروتری‌فلوئورواتیلن می‌شود. شعاع اتم کلر از شعاع اتم فلوئور بزرگ‌تر است؛ بنابراین قرارگرفتن یک اتم کلر به جای اتم فلوئور موجب کاهش درجه بلورینگی پلی‌کلروتری‌فلوئورواتیلن نسبت به پلی‌تترافلوئورواتلین می‌شود.

## تاریخچه
PCTFE در سال 1934 در شرکت فرآورده‌های شیمیایی IG Farben کشف شد. این پلیمر ابتدا در صنایع نظامی مورد استفاده قرار می‌گرفت. در جنگ جهانی دوم، PCTFE برای استفاده از اورانیوم‌هگزافلوئورید به کار گرفته می‌شد. همچنین در جنگ کره از این محصول برای تولید دماغه گلوله‌های‌توپ مورد استفاده قرار می‌گرفت. در دهه 50 میلادی، با نام‌تجاری Kel-F 81 به فروش می‌رسید. سپس تا سال 1996، تحت برند ®Kel-F توسط شرکت 3M تولید می‌شد. سپس حق تولید آن به صنایع Daikin فروخته شد. در حال حاضر این شرکت، PCTFE را تحت برند ®Neoflon تولید می‌کند. از دیگر تولید کنندگان این محصول می‌توان به شرکت فرآورده‌های شیمیایی Arkema با نام‌تجاری Voltalef، شرکت Allied Signal با نام‌تجاری Aclon، شرکت Hoechst با نام‌تجاری Hostaflon C2
و... اشاره کرد. اگرچه محصولی به نام ®Kel-F هم‌اکنون در بازارهای جهانی یافت نمی‌شود اما این نام هنوز برای اشاره به PCTFE به کار می‌رود.

## خواص مکانیکی

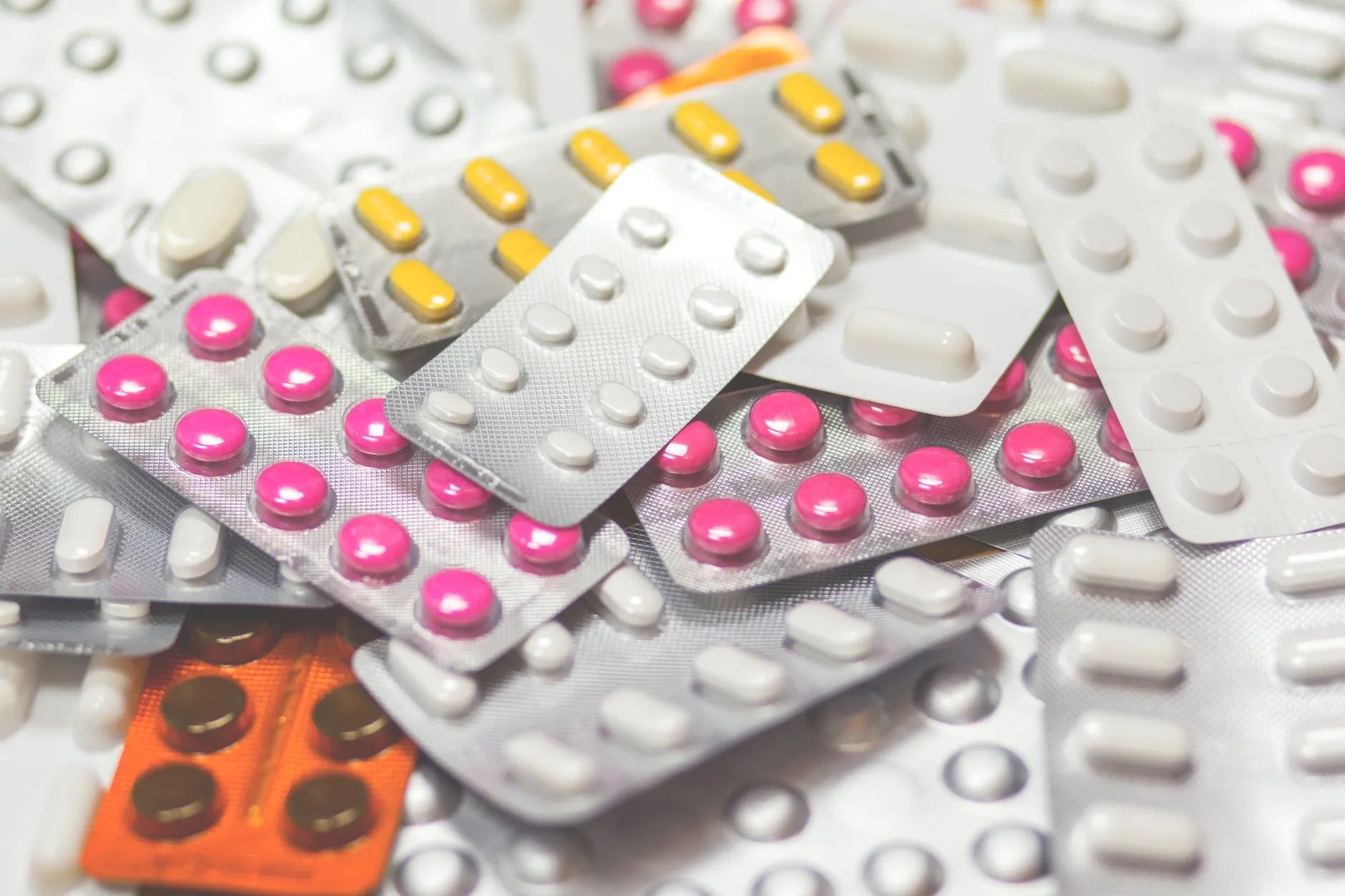
پلی‌کلروتری‌فلوئورواتیلن در بسته‌بندی مواد دارویی کاربرد دارد.

پلی‌کلروتری‌فلوئورواتیلن به دلیل داشتن خواص مکانیکی ویژه، کاربردهای فراوانی از جمله تولید پوشش های غیرقابل نفوذ نظامی، تولید تجهیزات آزمایشگاهی شفاف و... دارد. پلی‌کلروتری‌فلوئورواتیلن آب را جذب نمی‌کند و ویژگی‌های فیزیکی آن از قبیل ابعاد و مقاومت الکتریکی آن در محیط‌های دریایی و مرطوب تغییر نمی‌کنند. به همین دلیل از PCTFE در ساخت شیرآلات، واشرها و تجهیزات دریایی استفاده می‌کنند.
PCTFE دارای مقاومت کششی بالا و مشخصات حرارتی خوبی است؛ قابل اشتعال نیست وضریب انبساط حرارتی کمی دارد. مقاومت در برابر حرارت آن تا 175 درجه سانتیگراد، و دمای انتقال شیشه (TG) آن در حدود 45 درجه سانتی گراد است. مقاومت در برابر شکست این پلیمر با افزایش دما در محدوده کمتر از دمای انتقال شیشه (TG) کمی افزایش می یابد. در محدوده دمایی بالاتر از (TG) ، با افزایش دما، مقاومت در برابر شکست به طور قابل توجهی افزایش می یابد. علاوه بر این، پلی‌کلروتری‌فلوئورواتیلن مقاومت خوبی در برابر اکسیداسیون دارد. این ویژگی که به دلیل وجود اتم‌های فلوئور در ساختار آن ایجاد شده است، باعث می‌شود PCTFE در محیط های خورنده، ماهیت و ویژگی‌های خود را حفظ کند. اما در محیط های اتری و استری و در کنار ترکیبات آروماتیک و هالوکربن‌ها کمی متورم می‌شود.
وجود اتم کلر با شعاع اتمی بزرگ‌تر از اتم فلوئور در ساختار پلی‌کلروتری‌فلوئورواتیلن، باعث می‌شود ساختار آن، برخلاف ساختار تفلون از حالت متراکم خارج شود. به همین دلیل با وجود اینکه PCTFE از تفلون سنگین‌تر است، دمای ذوب آن کمتر و در حدود 210 - 215 درجه سلسیوس است. همچنین کشش سطحی بحرانی و ضریب اصطکاک آن نسبت به همین کمیت‌ها در تفلون بیش‌تر است.

## سنتز کوپلیمر (P(CTFE-VDF
در صورتی که در فرآیند تولید پلی‌کلروتری‌فلوئورواتیلن، بین 1 تا 4 درصد جرمی ویلینیدن‌فلوئورید(VDF)استفاده شود، پلیمرناهمگنی (به انگلیسی: Copolymer) به نام (P(CTFE-VDF (همچنین با Kel-F 800 نیز شناخته می‌شود)،تولید می‌شود که خواص مکانیکی بهتری نسبت به PCTFE دارد. پلی‌کلروتری‌فلوئورواتیلن خالص یک پلیمر بسیار سفت و سخت است که مقاومت آن در برابر خزش کم است؛ بنابراین در دمای بالا مستعد خرد شدن است. PCTFE در مجموعه پلیمر‌های نیمه‌بلوری قرار دارد. هنگامی که پلیمر‌های نیمه‌بلوری متبلور می‌شوند، لایه‌های نازکی را تشکیل می‌دهند. این لایه‌ها روی یکدیگر قرار می‌گیرند و در یکدیگر تنیده می‌شوند. به این ترتیب توده‌ای از پلیمر با حالت نیمه بلوری تشکیل می‌شود. اضافه کردن مقدار کمی ویلینیدن‌فلوئورید(VDF) در حین فرآیند تولید، تبلور پلیمر را تحت تأثیر قرار می‌دهد. این عمل در نگاه میکروسکوپی از تشکیل بلورهای بزرگ جلوگیری می‌کند. به این ترتیب تردی کوپلیمر به دست آمده، نسبت به تردی PCTFE کمتر و مقاومت به خزش آن از مقاومت به خزش PCTFE بیشتر خواهد بود. همچنین (P(CTFE-VDF شفاف است و نور خورشید را بین 90 تا 95 درصد  از خود عبور می‌دهد. از کاربردهای این کوپلیمر می توان به تولید پوشش‌های ساختمانی غیرقابل اشتعال و شفاف برای محیط‌هایی که نیاز به انتقال نور زیاد دارند، اشاره کرد.

## مقایسه با تفلون
مونومر پلی‌کلروتری‌فلوئورواتیلن از نظر ساختاری بسیار شبیه به مونومر تفلون است. تنها تفاوت بین آن‌ها، جانشین شدن یک اتم کلر به جای یکی از اتم های فلوئور است. از این رو، در هر واحد تکرار شونده یک اتم کلر جانشین یک اتم فلوئور شده است. به همین دلیل درجه بلورینگی PCTFE از مقدار همین پارامتر در تفلون کمتر است. از این رو، شکل پذیری، نقطه ذوب، پایداری شیمیایی، ویسکوزیته، استحکام و سفتی تفلون از PCTFE بیش‌تر است. در حالی که استحکام کششی، مقاومت به خزش (مواد) و دمای انتقال شیشه در PCTFE از تفلون بیش‌تر است. به‌علاوه، PCTFE نسبت به تفلون از شفافیت بیش‌تری برخوردار است.
به دلیل نقطه ذوب، مقاومت به خزش و پایداری شیمیایی پایین‌تر پلی‌کلرو‌تری‌فلوئورو اتیلن نسبت به تفلون، پیشنهاد می‌شود در فرآیندهایی که در دمای بالا رخ می‌دهند به جای این پلیمر از تفلون استفاده شود. اما در فرآیندهایی که خواص مکانیکی مانند استحکام کششی، سفتی، ضدآب بودن و ... یا خواص نوری مانند شفافیت اهمیت دارند، PCTFE نسبت به تفلون گزینه مناسب تری است.

## کاربرد‌ها
پلی‌کلروتری‌فلوئورواتیلن اغلب به دلیل دو خاصیت ضد‌آب بودن و پایداری شیمیایی بالای آن، در صنایع مختلف از جمله صنایع غذایی، دارویی، الکترونیک، حمل و نقل و... استفاده می‌شود. پایداری شیمیایی بالای PCTFE، آن را به ماده‌ای مناسب برای تولید پوشش‌های محافظتی برای بسته‌بندی داروها و محافظت مواد ناپایدار در نقاطی که با مواد شیمیایی خورنده در تماس هستند؛ تبدیل می‌کند. تولید لمینیت کامپوزیتی، واشر، انواع شیرهای صنعتی، انواع لوله‌ها و ... از کاربردهای دیگر این پلیمر هستند.
همچنین به دلیل مقاومت الکتریکی بالا و خاصیت ضد‌آب بودن، از پلی‌کلروتری‌فلوئورواتیلن برای محافظت از قطعات الکترونیکی با حساسیت بالا مانند نمایشگرهای LCD، برد مدار چاپی انعطاف پذیر،لامپ‌های الکترولومینسنت و... استفاده می‌شود.
از این پلیمر در صنایع هوافضا، در فرآیندهایی که به مواد غیرقابل اشتعال و پایدار نیاز است، استفاده می‌شود.